# Parapontophilus junceus
Parapontophilus junceus is een garnalensoort uit de familie van de Crangonidae. De wetenschappelijke naam van de soort is voor het eerst geldig gepubliceerd in 1888 door Spence Bate.